# Tous les rêves sont permis
Pour l'adaptation de 2022, voir Une robe pour Mrs. Harris.
Pour plus de détails, voir Fiche technique et Distribution.
Tous les rêves sont permis (titre original : Mrs. 'Arris goes to Paris) est un téléfilm anglais réalisé par Anthony Pullen Shaw et diffusé le 1992. Il s’agit de l'adaptation du roman Des fleurs pour Mrs Harris (Flowers for Mrs Harris) de Paul Gallico (1958).

## Synopsis
Londres en 1950. Ada Arris, femme de chambre dans une riche famille de la capitale, décide de s'acheter une robe de chez Christian Dior pour assister au prochain couronnement de la reine. Elle va économiser sur son maigre salaire pendant des mois et parvenir enfin à réunir la somme nécessaire pour acheter cette robe tant rêvée.
À peine arrivée à Paris, elle se présente chez Dior et obtient, grâce à la mésentente de deux responsables de boutique, une invitation pour la présentation de la nouvelle collection. Ada achète une magnifique robe de soirée mais elle doit séjourner quelque temps encore à Paris afin que sa robe soit adaptée à ses mesures. Incapable de s'offrir l'hôtel, la londonienne est hébergée, grâce à Natacha, un mannequin…

## Fiche technique
- Titre original : Mrs. 'Arris goes to Paris
- Titre français : Tous les rêves sont permis
- Réalisation : Anthony Pullen Shaw
- Scénario : John Hawkesworth, d'après le roman Des fleurs pour Mrs Harris (Flowers for Mrs Harris)[1] de Paul Gallico (1958)
- Musique : Stanley Myers
- Photographie : Lazlo George
- Montage :
- Production : Susan Kavan, Andras Hamori, Caroline Hewitt
- Lieu de tournage : Budapest (Hongrie)
- Sociétés de production : Accent Productions, Bonneville Producers Group, Hearst Entertainment
- Sociétés de distribution : CBS, M6
- Pays de production:  Royaume-Uni
- Langue originale : anglais
- Format : couleur — 1.33 : 1 — son : Stéréo
- Genre : comédie dramatique
- Durée : 92 minutes (1 h 32)
- Dates de sortie :
  - États-Unis : 27 décembre 1992
  - Royaume-Uni : 19 décembre 1995
  - France : 23 juin 1995

## Distribution
- Angela Lansbury : Mrs. Ada Harris
- Omar Sharif : le marquis Hippolite de Chassagne
- Diana Rigg : Claudine Colbert
- Lothaire Bluteau : André Fauvel
- John Savident (en) : Monsieur Armand, directeur de la maison Dior
- Tamara Gorski : Natasha Petitpierre, mannequin
- Lila Kaye : Vic Butterfield, l'amie de Mme Harris